# Amélia Ernestina Avelar
Amélia Ernestina Avelar (ur. 1848, zm. 1886) – portugalska poetka. Urodziła się 1 maja 1848 w miejscowości Madalena na wyspie Pico. Była córką José Inácia Soaresa de Avelar i Marii Aurory de Avelar. W 1878 roku wyszła za mąż za Antónia Mariana Césara Ribeira. Miała córkę, Aurę Avelar César.